# .lr
دامنه .lr دامنه اینترنتی ساخته شده برای کشور لیبریا است.